# Kōji Toriumi
Kōji Toriumi (鳥海晃司?, Toriumi Kōji; Kisarazu, 9 maggio 1995) è un calciatore giapponese, difensore del JEF United.

## Carriera
Inizia la carriera nelle giovanili della squadra della sua città natale, l'Uno Kisarazu. Nel 2008 viene acquistato dal JEF United, dove rimane nel settore giovanile per cinque anni. Dal 2014 al 2017 milita nella formazione dell'Università Meiji. Poco prima dell'inizio della stagione 2018 firma il suo primo contratto da professionista con il JEF United, club della J2 League. Dopo aver disputato tre stagioni in seconda divisione, nel 2021 si trasferisce al Cerezo Osaka, in J1 League, con cui debutta anche nelle competizioni continentali.

## Statistiche

### Presenze e reti nei club
Statistiche aggiornate al 16 settembre 2021.
| Stagione          | Squadra           | Campionato        | Campionato | Campionato | Coppe nazionali | Coppe nazionali | Coppe nazionali | Coppe continentali | Coppe continentali | Coppe continentali | Altre coppe | Altre coppe | Altre coppe | Totale | Totale |
| Stagione          | Squadra           | Comp              | Pres       | Reti       | Comp            | Pres            | Reti            | Comp               | Pres               | Reti               | Comp        | Pres        | Reti        | Pres   | Reti   |
| ----------------- | ----------------- | ----------------- | ---------- | ---------- | --------------- | --------------- | --------------- | ------------------ | ------------------ | ------------------ | ----------- | ----------- | ----------- | ------ | ------ |
| 2018              | JEF United        | J2                | 24         | 0          | CG              | 1               | 0               |                    | -                  | -                  |             | -           | -           | 25     | 0      |
| 2019              | JEF United        | J2                | 24         | 0          |                 | -               | -               |                    | -                  | -                  |             | -           | -           | 24     | 0      |
| 2020              | JEF United        | J2                | 31         | 1          |                 | -               | -               |                    | -                  | -                  |             | -           | -           | 31     | 1      |
| Totale JEF United | Totale JEF United | Totale JEF United | 79         | 1          |                 | 1               | 0               |                    | -                  | -                  |             | -           | -           | 80     | 1      |
| 2021              | Cerezo Osaka      | J1                | 3          | 1          | CG+CdL          | 1+2             | 0               | ACL                | 3                  | 0                  |             | -           | -           | 9      | 1      |
| Totale carriera   | Totale carriera   | Totale carriera   | 82         | 2          |                 | 4               | 0               |                    | 3                  | 0                  |             | -           | -           | 89     | 2      |